# K-1
K-1 es un deporte de combate y disciplina deportiva  con sede en Tokio (Japón) fundada en 1993 por Kazuyoshi Ishii, siendo Japón el país donde tiene su mayor difusión. K-1 combina técnicas que provienen de diversos deportes y artes marciales (en francés Boxes pieds-poings) como Muay Thai, Karate, Taekwondo, Kickboxing, Savate, Boxeo, entre otros.

## Historia

### Orígenes
El K-1 tiene sus orígenes en 1980, año en el que Kazuyoshi Ishii creó el estilo de Full Contact Seidokaikan en la ciudad de Osaka. Desde 1980 hasta 1993 Kazuyoshi Ishii organizó numerosos combates de Seidokaikan contra otras escuelas de artes marciales inicialmente usando reglas basadas en las reglas del Karate Kyokushin aunque posteriormente se fueron adaptando gradualmente a las reglas del kickboxing. Finalmente es en 1993 cuando Kazuyoshi Ishii, aconsejado por Akira Maeda, funda la organización K-1, en ese mismo año se celebra la primera edición del K-1 World Grand Prix en el Gimnasio Nacional Yoyogi.

### K-1
Desde su fundación en 1993 hasta 2010 la organización va creciendo año a año organizando eventos con circuitos menores en diversos países de Europa, Oceanía y Asia Oriental así como también en países de otros continentes como Brasil, Estados Unidos y Sudáfrica aunque su evento principal, el K-1 World Grand Prix donde se enfrentan los mejores kickboxers del año, seguiría disputándose cada año en Japón. El 30 de marzo de 2010 K-1 junto con Fuji TV, el canal encargado de su disfusión, deciden filmar el evento K-1 World Grand Prix 2010 in Yokohama en 3D convirtiéndose así en el primer evento de deportes de contacto filmado completamente en 3D.

### Problemas financieros
A partir del 2010 comenzaron a surgir múltiples rumores acerca de los problemas financieros de K-1 y su empresa matriz Fighting and Entertainment Group. En enero de 2011 Simon Rutz, propietario de la promoción de kickboxing neerlandesa It's Showtime, afirmó que algunos de los kickboxers bajo los derechos de It's Showtime no habían recibido el sueldo correspondiente a su participación en eventos organizados por K-1.
A principios de 2011 la organización anunció públicamente que se enfrentaban a problemas financieros planteándose tomar algunos meses de descanso para planear una reestructuración. Se llega a especular que los problemas financieros son realmente graves y que el Fighting and Entertainment Group puede llegar a perder la propiedad de los derechos de K-1. El 28 de julio de 2011 se anuncia que K-1 junto con la mayoría de sus marcas aunque con las notables excepciones de K-1 MAX y K-1 Koshien es vendida a la empresa de bienes raíces japonesa Barbizon Co. Ltd. pero el 1 de febrero de 2012 se informa de que EMCOM Entertainment Inc. compra los derechos de K-1 a Barbizon Co. Ltd. bajo dudosas circunstancias.

### K-1 Global
El 6 de marzo de 2012 desde It's Showtime se anuncia que EMCOM Entertainment Inc. establece la nueva empresa K-1 Global Holdings Ltd. en Hong Kong. EMCOM bajo su recién creada marca K-1 Global firma un acuerdo con It's Showtime para que varios kickboxers de It's Showtime participen en eventos de la nueva K-1 Global pero tan solo tres meses después, en junio de 2012, se rompe el acuerdo a causa de que It's Showtime es comprada por Glory International Sports.

## Reglas
Cada combate es de tres asaltos y cada asalto tiene una duración de tres minutos. El combate puede terminar por nocaut, nocaut técnico, la decisión de un jurado o por descalificación. Tanto el árbitro como el médico del ring tienen plena autoridad para detener la pelea. El combate es seguido por tres jueces que puntúan en un sistema de diez puntos, siendo el ganador de cada asalto el que recibe diez puntos, y el perdedor recibe nueve o menos. Si el asalto resulta empatado, ambos luchadores reciben diez puntos. 
Si hay un empate después de tres asaltos, las puntuaciones de los jueces son invalidadas y no contarán para el asalto extra de tres minutos de duración, así mismo el jurado puntuará por cada asalto extra. Si después de la ronda extra todavía existe el empate, los jueces decidirán un ganador basándose en el flujo de todo el combate, teniendo en cuenta la más mínima diferencia. Un combate sólo puede terminar en un empate técnico si ambos luchadores caen al mismo momento y ambos no pueden levantarse, o en el caso de lesiones accidentales en las últimas etapas del combate. El procedimiento obligatorio de cuenta es hasta ocho.

### Faltas
Las siguientes acciones son consideradas como faltas en K-1:
- El uso de la cabeza o el codo para golpear.
- Atacar al oponente en la ingle.
- Entrega de las técnicas de lucha o lanzamiento de judo.
- Asfixia o morder al oponente.
- Golpe en la garganta.
- Atacar al oponente mientras está debajo o en el proceso de levantarse.
- Atacar al oponente después de que el árbitro declare un descanso.
- Sujetar las cuerdas.
- Usar un lenguaje ofensivo hacia el árbitro.
- El intento de que el adversario caiga fuera del ring.
- Salir voluntariamente del ring en el transcurso de la pelea.
- Atacar a un oponente que se da la vuelta y muestra su espalda (a menos que el oponente pierda su voluntad de lucha).

### Sanciones
- Precaución, amonestación verbal del árbitro.
- Advertencia, el luchador recibe una tarjeta amarilla.
- Deducciones de punto de combate, tarjeta roja.
- Tras dos amonestaciones o tarjetas amarillas el luchador pierde puntos y tras tres amonestaciones o tarjetas amarillas es motivo de descalificación.
- La tarjeta roja se muestra automáticamente si un luchador comete una falta con mala intención.

## Eventos
- Lista de Eventos de K-1
- K-1 World Grand Prix